# Países Baixos nos Jogos Olímpicos de Inverno de 1998
Os Países Baixos foram um dos países participantes dos Jogos Olímpicos de Inverno de 1998 em Nagano, no Japão.
Obtiveram seu melhor resultado em 
Jogos de Inverno terminando em sexto lugar no quadro final de medalhas.

## Medalhistas
| Atleta          | Esporte                 | Evento           | Medalha |
| --------------- | ----------------------- | ---------------- | ------- |
| Ids Postma      | Patinação de velocidade | 1000m masculino  | Ouro    |
| Gianni Romme    | Patinação de velocidade | 5000m masculino  | Ouro    |
| Gianni Romme    | Patinação de velocidade | 10000m masculino | Ouro    |
| Marianne Timmer | Patinação de velocidade | 1000m feminino   | Ouro    |
| Marianne Timmer | Patinação de velocidade | 1500m feminino   | Ouro    |
| Jan Bos         | Patinação de velocidade | 1000m masculino  | Prata   |
| Ids Postma      | Patinação de velocidade | 1500m masculino  | Prata   |
| Rintje Ritsma   | Patinação de velocidade | 5000m masculino  | Prata   |
| Bob de Jong     | Patinação de velocidade | 10000m masculino | Prata   |
| Rintje Ritsma   | Patinação de velocidade | 1500m masculino  | Bronze  |
| Rintje Ritsma   | Patinação de velocidade | 10000m masculino | Bronze  |